# Lavia
Lavia este o fostă comună din Finlanda.